# Dinichthyloidea
Los dinictiloídeos (Dinichthyloidea) fueron una superfamilia de placodermos, los peces con armadura que desarrolla la máxima diversidad durante el Devónico. Contienen numerosas especies extremadamente grandes como el Titanichthys agassizi, que se alimentaba de peces pequeños o el Dunkleosteus terrelli.

## Sistemática
- Género basal Erromenosteus
- Familia Dinichthyidae
- Familia Trematosteidae
- Familia Rachiosteidae
- Familia Pachyosteidae
- Familia Titanichthyidae
- Familia Bungartiidae
- Familia Selenosteidae
- Familia Mylostomatidae

- Datos: Q3823539
- Especies: Dinichthyloidea